# Зиппель, Тобиас
То́биас Зи́ппель (нем. Tobias Sippel; 22 марта 1988, Бад-Дюркхайм, Рейнланд-Пфальц) — немецкий футболист, вратарь клуба «Боруссия» из Мёнхенгладбаха.

## Карьера

### Ранние годы
Зиппель начал свою футбольную карьеру, играя в клубе своего родного города Бад-Дюркхайма (SV 1911 Bad Dürkheim). Играя в нём, Тобиас достиг позиции основного вратаря в возрасте 17 лет, в момент, когда клуб твёрдо занимал свои позиции в Региональной лиге Германии «Юг».

### Клубная карьера
В 2006 году клуб Бундеслиги «Кайзерслаутерн» подписывает с Тобиасом Зиппелем его первый профессиональный договор.
Зиппель провёл один сезон, играя в дубле команды в Оберлиге «Юго-Запад» (в настоящий момент 5-й дивизион по системе немецких футбольных лиг, однако градирующейся на 4 уровне, когда в нём играл Зиппель). После одного года в таковом качестве, он занимает место в основной команде в качестве третьего голкипера клуба, после Юргена Махо и Флориана Фромловица. В предыдущем сезоне основная команда клуба выбыла из Бундеслиги, опустившись во Вторую Бундеслигу. После ухода Юргена Махо в афинский АЕК, Тобиасу выпадает возможность занять, соответственно, второе место голкипера, что он и делает.
По прошествии десяти игр сезона 2007/08, Фромловиц получает травму, и Зиппель выходит на поле в качестве основного вратаря команды. Он вносит свой существенный вклад в дело сохранения команды во втором дивизионе страны, когда сохраняет свои ворота «сухими» в игре против «Кёльна», в последний день сезона.
Сезон 2008/09 начинается для Тобиаса с успеха, команда взлетает в самый верх турнирной таблицы Второй Бундеслиги, во многом, благодаря его качественной игре. В тот же сезон Тобиас получает травму, которая в тот момент заставляет его отойти от игры на некоторое время.
В сезоне 2015/16 Зиппель подписал контракт с другим клубом Бундеслиги — «Боруссией Мёнхенгладбах». В январе 2017 года Зиппель продлил контракт с клубом.

### Сборная Германии
5 февраля 2008 года Тобиас Зиппель был вызван в качестве игрока в молодёжную сборную Германии, которая в Кобленце принимала молодёжную сборную Бельгии. Тренером сборной в тот момент был Дитер Айльц. 5 сентября того же года стал дебютом для Тобиаса в качестве вратаря молодёжной сборной, он вышел на поле в Вуппертале против Северной Ирландии.
6 мая 2010 года он был вызван в основную сборную страны на матч против команды Мальты, однако, на поле ему выйти не довелось.
Равно как и его предшественники — Роман Вайденфеллер, Тим Визе и Флориан Фромловиц — Тобиас является учеником Геральда Эрманна.

## Достижения
- Чемпионат Европы среди молодёжных команд: 2009